# Ethel Caterham
Ethel May Caterham (* 21. August 1909 in Shipton-Bellinger, Hampshire als Ethel May Collins) ist eine britische Supercentenarian und Altersrekordlerin. Seit dem Tod der Brasilianerin Inah Canabarro Lucas am 30. April 2025 gilt sie als älteste lebende Person der Welt. Außerdem ist sie die älteste britische Person, die jemals gelebt hat, sowie die letzte lebende Person der ersten Dekade des 20. Jahrhunderts.

## Leben
Ethel May Caterham wurde am 21. August 1909 als Ethel May Collins in Shipton-Bellinger geboren. Sie wuchs als siebtes von acht Kindern in Tidworth in der Grafschaft Wiltshire auf. Nennenswert ist, dass eine ihrer Schwestern ein hohes Alter von 104 Jahren erreichte. 1927 reiste Caterham nach ihrem Schulabschluss nach Britisch-Indien, um dort als Kindermädchen für eine britische Familie zu arbeiten. Nach drei Jahren dort kehrte sie in ihr Heimatland zurück, wo sie auch für einige Zeit ihren Beruf ausübte.
1931 lernte sie ihren zukünftigen Ehemann Norman Caterham (1905–1976) kennen, der beruflich Major der British Army war. 1933 heirateten die beiden in der Kathedrale von Salisbury, wo Norman zuvor Chorknabe war. Norman Caterham stieg zum Oberstleutnant der Royal Army Pay Corps auf, und die beiden lebten für einige Zeit in Salisbury, bis Norman Caterham in Hongkong sowie in Gibraltar militärisch stationiert wurde. In Hongkong gründete Ethel Caterham einen Kindergarten für einheimische und britische Kinder. Sie lehrte dort Englisch, Spiele und Kunsthandwerk. In Gibraltar bekam das Ehepaar die zwei Töchter Gem und Anne, die allerdings in Großbritannien aufwuchsen.
Im Jahr 1976 starb ihr Mann, womit Ethel Caterham sein Automobil erbte, das sie bis ins Alter von 97 Jahren noch fuhr. Die Tochter Gem starb in den frühen 2000er-Jahren, während Anne 2020 an Krebs starb. Damit überlebte Caterham sowohl ihren Ehemann als auch ihre Kinder.
Bereits 2015, als Caterham 106 Jahre alt war, gab es über sie mediale Berichterstattung, als die Bürgermeisterin von Surrey Heath sie besuchte. Am 21. August 2019 wurde Ethel Caterham mit ihrem 110. Geburtstag zur Supercentenarian. 2020 erkrankte sie an COVID-19, konnte jedoch genesen, womit sie zu den ältesten Überlebenden der Krankheit gehört. Im selben Jahr wurde sie mit ihrer Enkelin von BBC interviewt und feierte eine Woche später ihren 111. Geburtstag mit einer Teeparty. Am 22. Januar 2022 verstarb Mollie Walker, womit Caterham zur ältesten lebenden Person im Vereinigten Königreich wurde. Am 28. Januar 2023 wurde Caterhams Alter von der Gerontology Research Group verifiziert. Am 19. August 2024 wurde Caterham mit dem Tod von Maria Branyas Morera zur ältesten lebenden Person in Europa. Am 21. August 2024 feierte Caterham ihren 115. Geburtstag. Zu diesem Ereignis benannte ihr Altenheim einen Garten nach ihr. Am 7. April 2025 übertraf Caterham das Alter von Charlotte Hughes und wurde so zur ältesten britischen Person, die jemals gelebt hat. Mit dem Tod von Inah Canabarro Lucas am 30. April 2025 wurde Caterham zur ältesten lebenden Person der Welt.
Aktuell ist Ethel Caterham 115 Jahre und 347 Tage alt und lebt in Surrey. Sie gilt als älteste lebende Person der Welt sowie als älteste britische Person, die jemals gelebt hat. Caterham erfreut sich weiterhin guter Gesundheit. Ihre Langlebigkeit führt sie darauf zurück, niemals Streit zu haben, zuzuhören und das zu tun, was ihr gefällt.